# Hagebyhöga distrikt
Hagebyhöga distrikt är ett distrikt i Vadstena kommun och Östergötlands län. 
Distriktet ligger vid Vättern, norr om Vadstena. 

## Tidigare administrativ tillhörighet
Distriktet inrättades 2016 och utgörs av socknen Hagebyhöga i Vadstena kommun.
Området motsvarar den omfattning Hagebyhöga församling hade vid årsskiftet 1999/2000.